# Schaveren
Schaveren is een buurtschap in de Nederlandse gemeente Epe, gelegen in de provincie Gelderland. Het ligt 2 kilometer ten westen van het dorp Emst.